# Ловенстинов плавац
Ловенстинов плавац (лат. Lepidochrysops loewensteini, енгл. Loewenstein's blue) је врста инсекта из реда лептира (Lepidoptera) и породице плаваца (Lycaenidae).

## Опис
Распон крила мужјака Ловенстиновог плавца је 32–35 mm, а женке 32–33 mm. Лети од јануара до фебруара. Годишње се јавља једна генерација.

## Распрострањење
Ареал врсте је ограничен на Лесото и покрајину Јужноафричке Републике Источни Кејп.

## Угроженост
Ова врста се сматра рањивом у погледу угрожености врсте од изумирања.